# Werner E. Gerabek

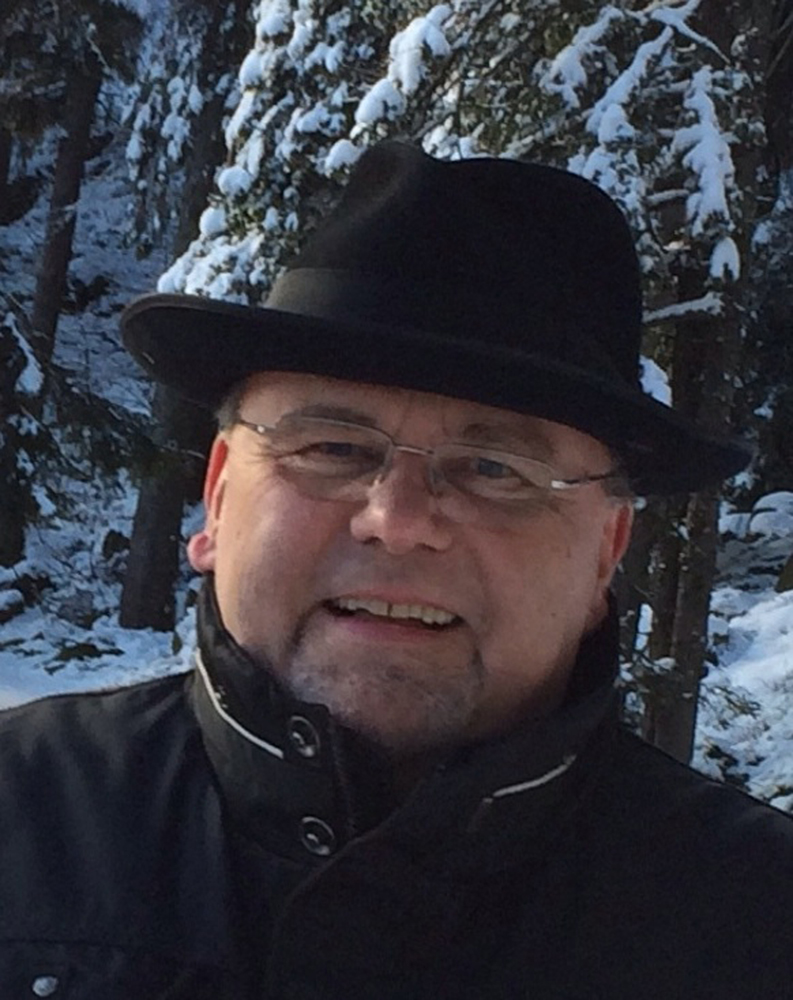
Werner E. Gerabek (2013)

Werner Erwin Gerabek (* 14. Juli 1952 in Gerolzhofen) ist ein deutscher Historiker, Germanist und Medizinhistoriker sowie Gründer und Geschäftsführer des Deutschen Wissenschafts-Verlags (DWV).

## Leben
Werner E. Gerabek, Sohn des Lehrers Franz Gerabek (1912–1985), besuchte die  Volksschulen in Lülsfeld und Giebelstadt sowie das Röntgen-Gymnasium in Würzburg. Dort absolvierte er 1973 das Abitur. Er studierte Germanistik, Geschichte und Sozialkunde an der Universität Würzburg. Seine akademischen Lehrer waren Hans-Jürgen Schings, Kurt Ruh, Norbert Richard Wolf, Heinrich Rombach, Georg Brunner, Peter Johanek, Peter Herde und Otto Meyer. 1980 absolvierte er die Wissenschaftliche Prüfung für das Lehramt an Gymnasien (Staatsexamen). Im selben Jahr trat er eine Stelle als Wissenschaftliche Hilfskraft am von Gundolf Keil geleiteten Institut für Geschichte der Medizin der Universität Würzburg an. Dort bildete er sich im Fach Medizingeschichte weiter. Nach Tätigkeiten als Studienreferendar in Schweinfurt und Traunstein (1984–1986) und dem Ablegen des Zweiten Staatsexamens wurde Gerabek 1986 Wissenschaftlicher Mitarbeiter am Institut für Geschichte der Medizin der Universität Würzburg. 1988 wurde er mit einer Arbeit über Jean Paul, die er bei Günter Hess und Helmut Pfotenhauer schrieb, an der Philosophischen Fakultät II der Universität Würzburg zum Dr. phil. promoviert. Er war Akademischer Rat auf Zeit und wurde 1995 an der Medizinischen Fakultät der Universität Würzburg mit einer Arbeit über Friedrich Wilhelm Joseph Schelling für Medizingeschichte habilitiert zum Dr. med. habil., erhielt die Venia legendi und wurde zum  Privatdozenten ernannt. Von 1996 bis 2012 lehrte er als Lehrbeauftragter mit Promotionsrecht das Fach Medizingeschichte auch an der Universität Regensburg. 2001 wurde Gerabek an der Medizinischen Fakultät der Universität Würzburg zum außerplanmäßigen Professor für Geschichte und Ethik der Medizin ernannt.
1998 gründete Gerabek in Würzburg den Deutschen Wissenschafts-Verlag (DWV), den er bis heute leitet.
Aufgrund seiner Forschungen zur Geschichte der deutsch-türkischen wissenschaftlichen Beziehungen in der Medizin erhielt Gerabek 1998 in Istanbul von der Medizinischen Fakultät der Militärmedizinischen Akademie Gülhane die Atatürk-Plakette verliehen.

## Forschung
Zu Gerabeks Hauptarbeitsgebieten zählt die Geschichte der Medizin und Zahnmedizin im Nationalsozialismus. Weitere Arbeitsgebiete sind die Medizin und Anthropologie der deutschen Aufklärung und Romantik, die Geschichte der Zahnheilkunde, die Würzburger Medizingeschichte sowie die medizinhistorische Lexikographie. Er ist Mitarbeiter der Neuen Deutschen Biographie, für die er bislang 51 Beiträge über Mediziner verfasst hat. Des Weiteren arbeitet er über die mittelalterliche Heilkunde, unter anderem auch als Rezensent für das Deutsche Archiv für Erforschung des Mittelalters, das Publikationsorgan der Monumenta Germaniae Historica (MGH), sowie als Beiträger des Lexikons des Mittelalters und des Verfasserlexikons. 1998 verfasste er für das Harenberg Lexikon der Nobelpreisträger achtzehn ergografische Artikel über Nobelpreisträger für Physiologie oder Medizin. 2005 gab Gerabek mit Bernhard Dietrich Haage, Gundolf Keil und Wolfgang Wegner die um 1998 als medizinhistorischer „Pschyrembel“ geplante Enzyklopädie Medizingeschichte heraus, für die er selbst 164 Artikel verfasst hat.
Gerabek hat bislang mehr als 400 Schriften veröffentlicht und zahlreiche Dissertationen an den Universitäten in Würzburg und Regensburg als Doktorvater betreut. Barbara Huber, eine Doktorandin Gerabeks, erhielt für ihre Dissertation über den SS-Zahnarzt Willy Frank 2008 den „Forschungspreis zur Rolle der Ärzteschaft in der Zeit des Nationalsozialismus“ der Bundesärztekammer.

## Wissenschaftliche Gutachtertätigkeit
Werner Gerabek ist unter anderem für die Studienstiftung des deutschen Volkes, die Alexander von Humboldt-Stiftung sowie für den Schweizerischen Nationalfonds zur Förderung der wissenschaftlichen Forschung (SNF) als Gutachter für Geschichte der Medizin tätig. Des Weiteren übt er für die Wiener klinische Wochenschrift eine gutachterliche Tätigkeit aus. Gerabek ist ferner Mitarbeiter am Nationalen Kompetenzbasierten Lernzielkatalog Zahnmedizin (NKLZ).

## Mitgliedschaften
- Börsenverein des Deutschen Buchhandels
- Gesellschaft für die Geschichte der Wissenschaften, der Medizin und der Technik
- Fachverband Medizingeschichte
- Max-Liebermann-Gesellschaft, Berlin

## Veröffentlichungen (Auswahl)
als Autor:
- „Consolida maior“, „Consolida minor“ und eine Kräuterfrau. Medizinhistorische Beobachtungen zur Reinhardsbrunner Briefsammlung. In: Sudhoffs Archiv. Zeitschrift für Wissenschaftsgeschichte. Band 67, 1983, S. 80–93.
- Naturphilosophie und Dichtung bei Jean Paul. Das Problem des Commercium mentis et corporis. Akademischer Verlag, Stuttgart 1988, ISBN 3-88099-206-1 (Dissertation, Universität Würzburg, 1987).
- Jean Paul und die Physiognomik. In: Sudhoffs Archiv. Zeitschrift für Wissenschaftsgeschichte. Band 73, 1989, S. 1–11.
- Heilkundliches in der Tegernseer Briefsammlung aus dem 11. Jahrhundert. In: Würzburger medizinhistorische Mitteilungen. Band 8, 1990, S. 15–25.
- Deutsch-türkische Kulturbeziehungen: Alfred Kantorowicz und sein Schüler Lem’i Belger. In: Zahnärztliche Mitteilungen. Band 80, 1990, S. 786–793.
- Der Leipziger Physiologe Carl Ludwig und die medizinische Instrumentation. In: Sudhoffs Archiv. Zeitschrift für Wissenschaftsgeschichte. Band 75, 1991, S. 171–179.
- Schenck, Johann, von Würzburg. Wundarzt in Trier, 15. Jh. In: Die deutsche Literatur des Mittelalters. Verfasserlexikon. 2. Auflage, hrsg. von Kurt Ruh und anderen. Band 8. Walter de Gruyter, Berlin / New York 1991, Sp. 637–639.
- Der Weg zur Bismarckschen Invaliditäts- und Altersversicherung aus medizinhistorischer Sicht. In: Würzburger medizinhistorische Mitteilungen. Band 10, 1992, S. 331–356.
- Ersten medizinhistorischen Lehrstuhl geschaffen: Würzburger Arzt Friedrich Christian Helfreich feierte am 17. September seinen 150. Geburtstag. In: Fränkisches Volksblatt. Nr. 281 vom 5. Dezember 1992, S. 55.
- Mit 23 Jahren schon Doktor der Medizin: Würzburger Medizinhistoriker und Augenarzt Helfreich wurde vor 150 Jahren geboren. In: Mainpost. Nr. 244 vom 22. Oktober 1992, S. 16.
- Zum 150. Geburtstag des Würzburger Medizinhistorikers und Augenarztes Friedrich Helfreich. In: Blick. 1, 1993, S. 14–15.
- N[ikolaus] v[on] Reggio. In: Lexikon des Mittelalters. Band 6. München/Zürich 1993, Sp. 1186 f.
- Friedrich Wilhelm Joseph Schelling und die Medizin der Romantik. Studien zu Schellings Würzburger Periode (= Europäische Hochschulschriften: Reihe 7, Medizin: Abt. B, Geschichte der Medizin. Band 7). Peter Lang, Frankfurt am Main 1995, ISBN 3-631-48865-3 (Zugleich Habilitationsschrift, Universität Würzburg, 1995).
- „Das Sterben ist das letzte Magnetisieren“ oder Die Wandlungen des Mesmerismus. In: Schriftenreihe der Deutschen Gesellschaft für Geschichte der Nervenheilkunde. 1, 1996, S. 133–138.
- Der Würzburger Arzt und Naturgelehrte Philipp Franz von Siebold. Der Begründer der modernen Japanforschung. In: Würzburger medizinhistorische Mitteilungen. Band 14, 1996, S. 153–160.
- Die Verdienste deutscher Mediziner bei der Verwirklichung der Universitätsreform von Atatürk (1933). In: Arslan Terzioglu, Erwin Lucius (Hrsg.): Verhandlungen des Symposions über die Universitätsreform von Atatürk und die Medizin zu dieser Zeit. 25. Oktober 1996. Istanbul 1997 (= Acta Turcica Historiae Medicinae. Band 4), S. 31–39.
- Karl Philipp Moritz (1756–1793) – Ein Pionier der Seelenheilkunde. In: Schriftenreihe der Deutschen Gesellschaft für Geschichte der Nervenheilkunde. 5, 1999, S. 17–26.
- The tooth-worm: historical aspects of a popular medical belief. In: Clinical Oral Investigations. Band 3, 1999, Heft 1, S. 1–6.
- mit August Heidland und K. Sebekova: Franz Volhard and Theodor Fahr: achievements and controversies in their research in renal disease and hypertension. In: Journal of Human Hypertension. Band 15, 2001, S. 5–16.
- Lorenz Oken und die Medizin der Romantik. Die Würzburger Zeit des Naturforschers (1804–1805). In: Olaf Breidbach, Hans-Joachim Fliedner, Klaus Ries (Hrsg.): Lorenz Oken (1779–1851). Ein politischer Naturphilosoph. Weimar 2001, S. 52–72.
- zahlreiche Beiträge in Werner E. Gerabek, Bernhard Dietrich Haage, Gundolf Keil, Wolfgang Wegner (Hrsg.): Enzyklopädie Medizingeschichte. De Gruyter, Berlin / New York (2004) 2005, ISBN 3-11-015714-4; 2. Auflage in drei Bänden ebenda 2007.
- Zahnpflege. In: Reallexikon der Germanischen Altertumskunde. Begründet von Johannes Hoops. 2., völlig neu bearbeitete und stark erweiterte Auflage. Hrsg. von Heinrich Beck, Dieter Geuenich u. a. Band 34. Walter de Gruyter, Berlin / New York 2006, S. 419–422.
- Das Gesundheitswesen der Stadt Würzburg. In: Ulrich Wagner (Hrsg.). Geschichte der Stadt Würzburg. Vom Übergang an Bayern 1814 bis zum 21. Jahrhundert. Band III, 1, S. 770–776, und Band III, 2, S. 1332, Stuttgart 2007.
- Romantische Medizin und Religiosität. In: Peter Dinzelbacher (Hrsg.): Mystik und Natur. Zur Geschichte ihres Verhältnisses vom Altertum bis zur Gegenwart. Walter de Gruyter, Berlin / New York 2009 (= Theophrastus Paracelsus Studien. Band 1), S. 141–154.
- Der Marburger Rassenhygieniker und Bakteriologe Prof. Dr. med. Wilhelm Pfannenstiel. In: Von der Ausgrenzung zur Deportation in Marburg und im Landkreis Marburg-Biedenkopf. Neue Beiträge zur Verfolgung und Ermordung von Juden und Sinti im Nationalsozialismus. Ein Gedenkbuch. Hrsg. von Klaus-Peter Friedrich im Auftrag der Geschichtswerkstatt, Marburg 2017, S. 417–424.

als Herausgeber:
- mit Dietmar Willoweit, Gundolf Keil und anderen: Würzburger Dissertationen (1581–1803). Ausstellungskatalog (= Kleine Drucke der Universitätsbibliothek Würzburg. Band 14). Universitätsbibliothek Würzburg, Würzburg 1992.
- mit Josef Domes, Bernhard D. Haage, Christoph Weißer und Volker Zimmermann: Licht der Natur. Medizin in Fachliteratur und Dichtung. Festschrift für Gundolf Keil zum 60. Geburtstag. Kümmerle, Göppingen 1994, ISBN 3-87452-829-4.
- mit Bernhard Dietrich Haage, Gundolf Keil und Wolfgang Wegner: Enzyklopädie Medizingeschichte. De Gruyter, Berlin / New York (2004) 2005, ISBN 3-11-015714-4 (ISBN 978-3-11-015714-7); 2. Auflage in drei Bänden (bei gleicher Seitenzählung) ebenda 2007 und 2009.
- mit Ludwig Schießl, Manfred Jähne, Michael Nerlich, Thomas Richter und Christoph Weißer (Hrsg.): Doktor Eisenbarth (1663–1727). Ein Meister seines Fachs: Medizinhistorische Würdigung des barocken Wanderarztes zum 350. Geburtstag. Deutscher Wissenschafts-Verlag (DWV), Baden-Baden 2013. ISBN 3-86888-064-X.